# دوميترو سيبر
دوميترو سيبر (بالرومانية: Dumitru Cipere)‏ (مواليد 22 أكتوبر 1957) هو ملاكم روماني، مثّل بلاده في الألعاب الأولمبية الصيفية 1980 وحقق الميدالية البرونزية في فئة وزن البانتام.

## روابط خارجية
دوميترو سيبر على موقع بوكس ريك (الإنجليزية) (registration required)
- دوميترو سيبر على موقع اللجنة الأولمبية الدولية (الإنجليزية)
- دوميترو سيبر على موقع أوليمبيديا (الإنجليزية)
- دوميترو سيبر على موقع اللجنة الأولمبية الرومانية (الرومانية)